# Portia Dery
Portia Dery ist eine Autorin aus Ghana, die vor allem für ihre Kindergeschichten bekannt ist, aber auch Kurzgeschichten und Gedichte schreibt. Texte von ihr wurden in verschiedenen Magazinen, Anthologien und Plattformen veröffentlicht, darunter die UK poetry library, Artsbeat, Afrika’s first anthology, und dem Ayiba magazine.
2016 war Portia Dery Stipendiatin der Mandela Washington Fellowship for Young African Leaders und entwickelte in diesem Rahmen unter anderem die The Funky ReadWrite Clinic, ein Programm zur Förderung der Lese- und Schreibfähigkeiten von Kindern. Bereits seit 2013 ist die Autorin im Themenbereich der Alphabetisierung von Kindern aktiv. Sie gründete die Initiative African Youth Writers Organization (AYWO). Zu diesem Zeitpunkt war sie in einem ländlichen Bereich Ghanas für das Department of Community Development and Social Welfare in den Bereichen Geschlechtergerechtigkeit, ökonomische Grundlagen, Alphabetisierung und Gesundheit tätig. Ebenfalls 2016 war Portia Dery unter den Platzierten für den Queen’s Young Leaders Award.
Die Autorin gewann für ihr Buch Grandma’s List 2018 den Children’s Africana Book Award, mit dem jedes Jahr fünf Kinder- und Jugendbücher zum Thema Afrika auszeichnet werden. Sie teilt die Auszeichnung mit dem südafrikanischen Illustrator des Buches, Toby Newsome. Das Buch erzählt die Geschichte eines achtjährigen Mädchens, Fatima, die ihrer Großmutter helfen möchte. Sie erhält von der Großmutter eine Liste von Erledigungen, die sie allerdings verliert. Sie versucht sich zu erinnern; die daraus entstehende Geschichte wurde als gleichermaßen lustig wie herzerwärmend gelobt. Das Buch wurde 2016 im Verlag African Bureau Stories veröffentlicht. Bereits 2014 war das Manuskript des Buches mit dem Golden Baobab Prize for The Best Picture Book manuscript ausgezeichnet worden.
Portia Dery stammt ursprünglich aus der Nordwestregion Ghanas und lebt heute in Tamale. 